# José Ciantini
José Carlos Ciantini (Balcarce, Provincia de Buenos Aires, 26 de agosto de 1970) es un piloto argentino de automovilismo de velocidad. Compitió en diferentes categorías de la República Argentina, destacándose principalmente en el Turismo Carretera, donde fue acreedor de varias victorias.
Compitió también en las categorías Fórmula Renault Argentina, TC 2000 y Top Race, donde no obtuvo desempeños muy notorios. Su carrera deportiva se inició a los trece años compitiendo en karting, para luego pasar a competir a la Fórmula Renault en el año 1989. Debutó en el TC en el año 1993 compitiendo a bordo de una unidad Dodge GTX, pasándose luego a la marca Chevrolet con la que competiría gran parte de su trayectoria, tripulando unidades Chevrolet Chevy. En 1996 tuvo su primera experiencia sobre un TC 2000 al conducir una unidad Ford Escort XR3 de la escudería de Tulio Crespi. En 2005 debutó en la novel categoría Top Race V6 compitiendo sobre un Volkswagen Passat V.
En el año 2012 Ciantini corrió la que sería su última temporada en el automovilismo, al participar en la categoría Turismo Carretera. En esa ocasión compitió a bordo de un Dodge Cherokee puesto en pista por su propia escudería, el WCC Squadra. Este equipo contaría con el total apoyo publicitario de la firma de herramientas Würth, y al principio contó con la asistencia técnica del JP Racing. El retiro de esta escudería de la categoría redobló los esfuerzos económicos del piloto balcarceño, que tuvo que cerrar la temporada con spropia atención. Finalmente, se retiró el 28 de noviembre de 2012 tras correr la 14.ª fecha del campeonato 2012 del Turismo Carretera. Su último podio fue un tercer lugar en el Autódromo Ciudad de Rafaela en el año 2011, integrando un 1-2-3 de la marca Dodge, en una competencia que fuera ganada por Juan Marcos Angelini, escoltado por Jonatan Castellano y el propio Ciantini.
Tras su retiro, continúa ligado al deporte motor en el año 2013, regentando su equipo WCC Squadra con el cual compitió en Turismo Carretera y TC Pista, además de promover la carrera deportiva de su hijo Diego, quien compitió en el año 2015 en la Fórmula Metropolitana y el TC 2000.

## Trayectoria
| Año  | Categoría                                             | Automóvil             |
| ---- | ----------------------------------------------------- | --------------------- |
| 1989 | Fórmula Renault Argentina                             | Crespi-Renault        |
| 1990 | Fórmula Renault Argentina                             | Crespi-Renault        |
| 1991 | Fórmula Renault Argentina                             | Crespi-Renault        |
| 1992 | Fórmula Renault Argentina                             | Crespi-Renault        |
| 1993 | Debut en Turismo Carretera                            | Dodge GTX             |
| 1994 | Turismo Carretera                                     | Dodge GTX             |
| 1995 | Turismo Carretera                                     | Chevrolet Chevy       |
| 1995 | Debut en TC 2000, 6 carreras                          | Ford Escort XR3       |
| 1996 | Turismo Carretera                                     | Chevrolet Chevy       |
| 1997 | Turismo Carretera                                     | Chevrolet Chevy       |
| 1997 | Top Race                                              | Renault Clio Williams |
| 1997 | Top Race                                              | Nissan 300 ZX         |
| 1998 | Turismo Carretera                                     | Chevrolet Chevy       |
| 1999 | Turismo Carretera                                     | Chevrolet Chevy       |
| 2000 | Turismo Carretera                                     | Chevrolet Chevy       |
| 2001 | Turismo Carretera                                     | Chevrolet Chevy       |
| 2003 | Turismo Carretera                                     | Chevrolet Chevy       |
| 2003 | Turismo Carretera                                     | Dodge Cherokee        |
| 2004 | Turismo Carretera                                     | Dodge Cherokee        |
| 2005 | Turismo Carretera                                     | Dodge Cherokee        |
| 2005 | Top Race V6                                           | Volkswagen Passat V   |
| 2005 | TC 2000, Invitado 200 km de Buenos Aires              | Renault Mégane I      |
| 2006 | Turismo Carretera                                     | Dodge Cherokee        |
| 2006 | Top Race V6                                           | Volkswagen Passat V   |
| 2006 | TC 2000, Invitado 200 km de Buenos Aires              | Ford Focus I          |
| 2007 | Turismo Carretera                                     | Dodge Cherokee        |
| 2007 | Top Race V6                                           | Volkswagen Passat V   |
| 2007 | TC 2000, Invitado 200 km de Buenos Aires              | Ford Focus I          |
| 2008 | Turismo Carretera                                     | Chevrolet Chevy       |
| 2008 | Top Race V6                                           | Mercedes-Benz Clase C |
| 2009 | Turismo Carretera                                     | Chevrolet Chevy       |
| 2009 | TRV6, Invitado a la "Carrera de la Historia"          | Mercedes-Benz Clase C |
| 2009 | Invitado Copa Endurance Series de TC 2000             | Chevrolet Vectra III  |
| 2010 | Turismo Carretera                                     | Chevrolet Chevy       |
| 2010 | Copa América de TRV6                                  | Ford Mondeo II        |
| 2011 | Turismo Carretera                                     | Dodge Cherokee        |
| 2011 | Campeonato de pilotos invitados de TC Mouras          | Dodge Cherokee        |
| 2012 | Turismo Carretera                                     | Dodge Cherokee        |
| 2017 | Campeonato de pilotos invitados de TC Mouras          | Chevrolet Chevy       |
| 2018 | Porsche GT3 Argentina, 2 carreras                     | Porsche 911 GT3 RS    |
| 2018 | Invitado 1000 km de Buenos Aires de Turismo Carretera | Chevrolet Chevy       |

- [2]

### Trayectoria en el Top Race
| Temporada         | Categoría   | Automóvil           | Equipo               | Posición en el Torneo |
| ----------------- | ----------- | ------------------- | -------------------- | --------------------- |
| 2005              | Top Race V6 | Volkswagen Passat V | Di Meglio Motorsport | 18° (40 puntos)       |
| 2006              | Top Race V6 | Volkswagen Passat V | Di Meglio Motorsport | 21° (33 puntos)       |
| 2007              | Top Race V6 | Volkswagen Passat V | Di Meglio Motorsport | 7° (166 puntos)       |
| 2008              | Top Race V6 | Mercedes-Benz C-203 | Gama Sport Team      | 50° (1 punto)         |
| 2009              | Top Race V6 | Mercedes-Benz C-203 | Máximo Sport         | Sin posición *        |
| Copa América 2010 | Top Race V6 | Ford Mondeo II      | AS Racing            | 35° (14 puntos)       |

(*): Corrió la Carrera de la Historia como Invitado de Mariano Altuna

### Victorias en el TC
| Carrera n.º | Fecha               | Circuito                              | Automóvil      | Promedio     |
| ----------- | ------------------- | ------------------------------------- | -------------- | ------------ |
| 1024        | 1 de mayo de 2005   | Autódromo Oscar y Juan Gálvez         | Dodge Cherokee | 180.140 km/h |
| 1028        | 17 de julio de 2005 | Autódromo Oscar y Juan Gálvez         | Dodge Cherokee | 191.071 km/h |
| 1041        | 21 de mayo de 2006  | Autódromo Parque Ciudad de Río Cuarto | Dodge Cherokee | 153.092 km/h |

Total: tres victorias entre 1993 y 2012.

## Resultados

### Turismo Competición 2000
| Año  | Equipo           | Auto                 | 1    | 2   | 3   | 4   | 5   | 6   | 7   | 8   | 9   | 10  | 11  | 12    | 13  | 14  | Res. | Puntos |
| ---- | ---------------- | -------------------- | ---- | --- | --- | --- | --- | --- | --- | --- | --- | --- | --- | ----- | --- | --- | ---- | ------ |
| 2005 |                  |                      | BA I | PAR | VIE | SJU | OLA | AG  | CUR | OBE | RAF | SRA | CON | BA II | SL  | GR  | -    | -      |
| 2005 | Renault Team     | Renault Mégane I     |      |     |     |     |     |     |     |     |     |     |     | 15    |     |     | -    | -      |
| 2006 |                  |                      | BA I | OLA | CR  | VIE | SFE | SJU | SRA | RES | CUR | SMM | GR  | BA II | OBE | PAR | -    | -      |
| 2006 | Berta Motorsport | Ford Focus I         |      |     |     |     |     |     |     |     |     |     |     | Ret   |     |     | -    | -      |
| 2007 |                  |                      | CR   | GR  | BB  | SMM | SJU | SP  | AG  | SFE | SRA | VIE | BA  | OBE   | SL  | PDE | -    | -      |
| 2007 | Ford YPF         | Ford Focus I         |      |     |     |     |     |     |     |     |     |     | 21† |       |     |     | -    | -      |
| 2009 |                  |                      | AG   | GR  | OBE | SMM | TRH | RES | BA  | CEN | SFE | SFE | SJU | SJU   | PDF |     | -    | -      |
| 2009 | Chevrolet Elaion | Chevrolet Vectra III |      |     |     |     |     |     | 3   |     |     |     |     |       | Ret |     | -    | -      |

#### Copa Endurance Series
| Año  | Equipo           | Auto                 | 1   | 2  | 3   | Res. | Puntos |
| ---- | ---------------- | -------------------- | --- | -- | --- | ---- | ------ |
| 2009 |                  |                      | TRH | BA | PDF | 11°  | 16     |
| 2009 | Chevrolet Elaion | Chevrolet Vectra III |     | 3  | Ret | 11°  | 16     |